# Іньєго Лопес де Мендоса, маркіз де Сантільян
Іньєго Лопес де Мендоса, маркіз де Сантільян (ісп. Íñigo López de Mendoza y de la Vega; 19 серпня 1398 — 25 березня 1458) — кастильський поет, критик, літературний меценат, полководець і державний діяч. Батько іспанського гуманізму. Ввів в іспанську літературу жанр сонета. Автор першої іспанської поетики «Передмова і послання коннетаблю Португалії» («Proemio e carta al condestable don Pedro de Portugal»). Відомі твори: «Комедійка про понцу» («Comedieta de Ponza»), «Пекло закоханих» («Infierno de los enamorados»).

## Біографія
Іньєго Лопес де Мендоса народився 19 серпня 1398 року в знатній родині Мендоса баскського походження з багатими літературними традиціями — його дід Педро Гонсалес і батько, адмірал Кастилії. Дієго Уртадо самі були поетами, а серед родичів були найбільші літературні фігури свого часу: канцлер Перо Лопес де Айяла, Фернан Перес де Гусман і Дієго Гомес де Манріке. Його мати походила з багатої родини де ла Вега і була в першому шлюбі одружена з онуком короля Альфонсо XI. У віці п'яти років Іньєго втратив батька. Частину свого дитинства він прожив у бабусі, Мансії де Сіснерос, а початкову освіту здобув у будинку свого дядька Гуттієре, майбутнього архієпископа Толедського. Дуже молодим, в 1412 році в Саламанці Іньєго одружився з Каталіною Суарес де Фігероа, дочкою незадовго до цього померлого Лоренсо де Фігероа, майстра ордена Сантьяго, що зробило його одним з найбагатших і наймогутніших людей свого часу.
Вирушивши незабаром в Арагон, Мендоса приєднався до свити Фернандо Арагонського, а потім його наступника Альфонсо V. При Арагонському дворі почалася його поетична діяльність. Там він підтримував дружбу з арагонськими принцами, придворними, і поетами-трубадурами, такими як Енріке де Вільєна. У віці 18 років Мендоса був досить впливовий, щоб частиною шляхом закону, частиною силою зброї повернути стан, втрачений після смерті батька. У 1417 році народився його старший син, майбутній 1-й герцог дель Інфантадо.
Повернувшись до Кастилії, він взяв участь у боротьбі за владу між інфантом Енріке де Трастамара і Альваро де Луна на боці першого з них. Брав участь у кидку на Тордесільяс і облозі фортеці Ла-Пуебла-де-Монтальбан в грудні 1420 року. Після ув'язнення дона Енріке у в'язницю втратив свої володіння в Іта і Гвадалахарі.
Починаючи з 1422 року Мендоса менше втручався в політику, зберігаючи вірність Хуану II, що посварило його з арагонськими інфантами, що вторглися в Кастилію влітку 1429 року. Сварка у приватних справах з Альваро де Луна не привела його на бік (ісп. aragonesistas) Під час битви при Ольмедо Мендоса був у лавах королівської армії, за що отримав титул маркіза.
Дон Іньєго сприяв падінню Альваро де Луна в 1453 році, проти якого він написав (ісп. Doctrinal de privados). Після смерті дружини і з воцарінням Енріке IV Мендоса віддалився від двору в свій гвадалахарський палац.

## Творчість

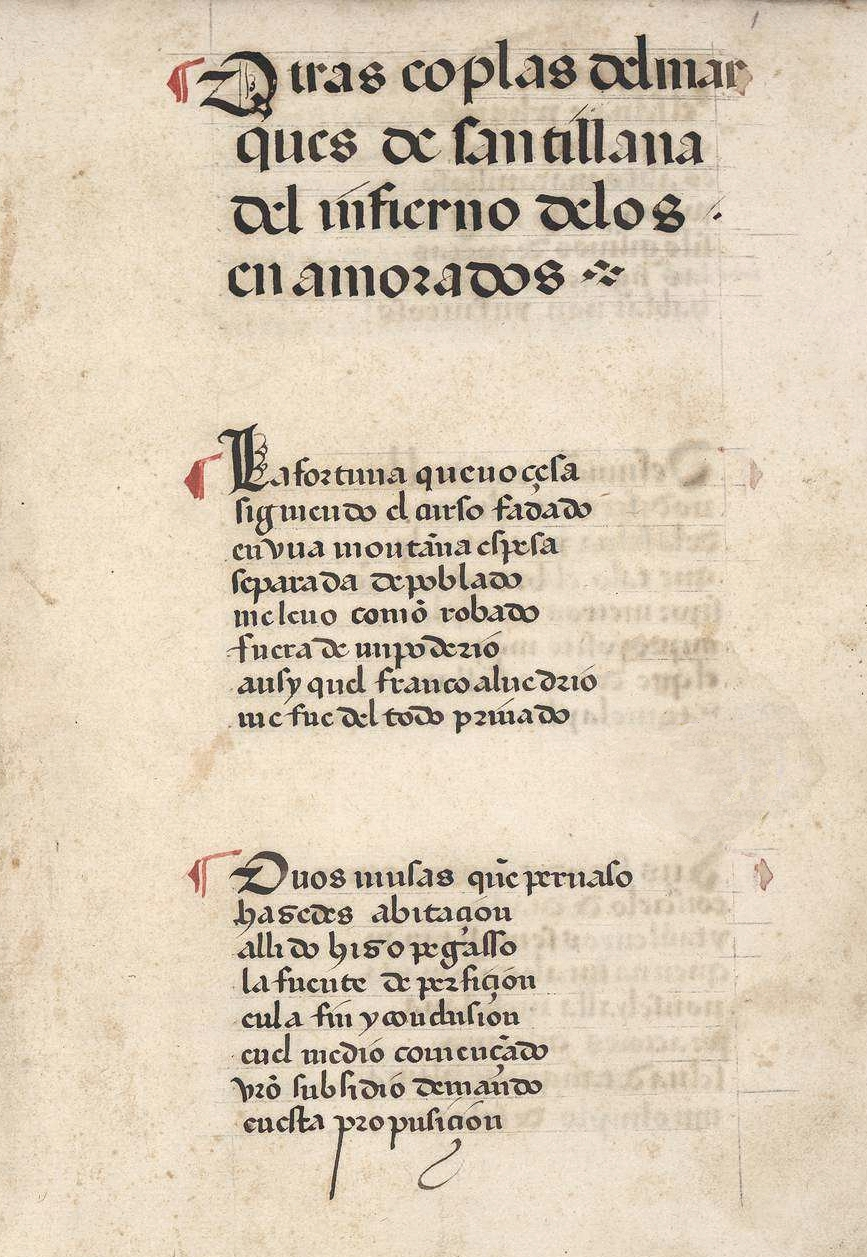
Строфи з Пекла закоханих, рукопис XV століття.

Мендоса був великим шанувальником Данте, і його твори можуть бути віднесені до дантово-алегоричної школі. У цьому стилі написана «Комедійка про понцу» (ісп. «Comedita de Ponza»), драматична поема в октавах, написана для прославлення морської битви при Понса (1435).
Він також засвоїв гуманізм Петрарки і Джованні Боккаччо, першим почавши писати сонети кастильською мовою.
Мендоса вважається одним з перших істориків іспанської літератури і автором першої іспанської поетики «Передмова і послання коннетаблю Португалії» (ісп. «Proemio e carta al condestable don Pedro de Portugal»).
Найбільш цінна частина його спадщини-вірші в дусі народної іспанської поезії, т. зв. серранільї, невеликі поеми в наслідування французької пасторалі, але натхненні місцевою народною традицією.

## Сім'я і діти
- Дієго Уртадо де Мендоса, 1-й герцог дель Інфантадо.
- Педро Лассо де Мендоса, сеньйор Лосойя.
- Іньєго Лопес де Мендоса-і-Фігероа, граф де Тенділья.
- Менсія де Мендоса, одружена з Педро Фернандесом де Веласко, графом Аро.
- Лоренсо Суарес де Мендоса-і-Фігероа, граф де ла Корунья.
- Педро Гонсалес де Мендоса «великий кардинал», примас Іспанії.
- Хуан Уртадо де Мендоса, сеньйор де Кольменар, Ель Кардосо і Ель Вадо.
- Марія де Мендоса, одружена з Перо Афан де Рібера, графом де лос Моларес.
- Леонора де ла Вега-і-Мендоса, одружена з Гастоном де ла Серда, графом Медінаселі; їхнім сином був 1-й герцог Медінаселі.
- Педро Уртадо де Мендоса, сеньйор де Тамахон.

## Переклади російською
- Маркіз де Сантільяна.// Іспанська поезія в російських перекладах. М., 1984. С. 114—117.
- Маркіз де Сантільяна. Пролог і лист, відправлений маркізом де Сантільяна разом з його творами коннетаблю Португалії // Життєписи трубадурів / Отв. ред. Є. М. Мелетинський; Упоряд., вступ. ст. і додатки М. Б. Мейлаха; прим. М. Б. Мейлаха і Л. П. Каменотрус-Занд. — М.: Наука, 1993. — С. 358—361. — 736 с. — (Літературні пам'ятки). — ISBN 5-02-011530-4.